# هوگو گاسپار
هوگو گاسپار (انگلیسی: Hugo Gaspar؛ زادهٔ ۲ سپتامبر ۱۹۸۲) بازیکن والیبال اهل پرتغال است. هوگو در حال حاضر عضو تیم ملی والیبال پرتغال و باشگاه بنفیکا است.